# Janez Lezicij
Janez Lezicij (Lezicius), slovenski astronom in astrolog, * 1242, Ljubljana, † ????.
Lezicij se je izobraževal na Univerzah v Padovi, Vicenzi in Trevisu. Med vladanjem vojvode Ulrika III. Spanheimskega je v Ljubljani deloval kot astronom in »zvezdni tolmač«. Uvrščajo ga med najodličnejše Ljubljančane 13. stoletja.